# Ahmet Kandemir
Ahmet Kandemir (Sinope, 20 giugno 1970) è un allenatore di pallacanestro turco.